# كروميت النحاس
كروميت النحاس هو مركب كيميائي لاعضوي صيغته Cu2Cr2O5، ويوجد على هيئة مسحوق ذي لون رمادي إلى أسود.

## التحضير
يمكن أن يحضر هذا المركب من التفكك الحراري لمركب كرومات النحاس:
{\displaystyle {\ce {2 CuCrO4 -> 2 CuCrO3 + O2}}}

## الخواص
وصف المركب أول مرة سنة 1908؛ وهو يوجد في الظروف القياسية من الضغط ودرجة الحرارة على هيئة مسحوق رمادي إلى أسود، وهو نشيط كيميائياً ويخضع إلى عدة تفاعلات.

## الاستخدامات
يستخدم كروميت النحاس بشكل واسع على هيئة حفّاز في الكيمياء العضوية.